# Alexander Battalaan
De Alexander Battalaan, ook wel kort Battalaan, is een straat of laan in het stadsdeel Wyck, in het centrum van de Nederlandse stad Maastricht. De laan werd aan het eind van de negentiende eeuw aangelegd als onderdeel van de Stationsbuurt, dicht bij het Station Maastricht gelegen. Het is een rustige, lommerrijke woonstraat met een bebouwing van voornamelijk herenhuizen. De laan telt één rijksmonument en 80 gemeentelijke monumenten, plus nog eens drie hoekpanden met het adres aan de Stationsstraat die eveneens gemeentelijk monument zijn.

## Naamgeving
De laan is sinds 1892 genoemd naar de Maastrichtse cellist en componist Alexander Batta (1816-1902), die in de negentiende eeuw in heel Europa, maar met name in Frankrijk triomfen vierde. De straat is een der eerste in Maastricht die genoemd is naar een beroemde stadgenoot, in dit geval – ongebruikelijk voor een niet-koninklijk persoon – een nog levende. De Wilhelminasingel, de Sint Maartenslaan, de Spoorweglaan, de Bourgognestraat en de Akerstraat kregen hun namen gelijk met de Battalaan.

## Ligging
De Alexander Battalaan ligt op de rechter Maasoever in Wyck aan de oostzijde van het Maastrichtse centrum. De laan loopt min of meer van noord naar zuid, in het verlengde van de Turennestraat en eindigend bij de Scharnerwegtunnel. Er zijn vier zijstraten, van noord naar zuid: de Sint-Maartenslaan, de Stationsstraat, de Bourgognestraat en de Akerstraat. De zijstraten delen de circa 430 meter lange Battalaan in drie segmenten, waarvan het noordelijk deel iets langer is. De straat is over de gehele lengte circa 20 meter breed.

## Verkeer en inrichting
De laan loopt min of meer dood op de Scharnerwegtunnel en is om die reden geen doorgaande weg. Die functie wordt grotendeels vervuld door de evenwijdig lopende Wilhelminasingel, die aansluit op enkele belangrijke uitvalswegen. In de Alexander Battalaan is overal tweerichtingsverkeer toegestaan. Er rijden geen lijnbussen door de straat. Parkeren is uitsluitend toegestaan op de aangegeven vakken, tegen betaling.
De laan is over de gehele lengte op min of meer dezelfde wijze ingericht met een niet-gescheiden, geasfalteerde rijbaan zonder fietsstroken, relatief brede, met betonklinkers bestrate parkeerstroken (voor haaks parkeren) en voetpaden geplaveid met betonnen stoeptegels. Bij het kruispunt met de Stationsstraat lopen de voetpaden in die straat zonder onderbreking door, waardoor het verkeer in de Alexander Battalaan gedwongen wordt hier af te remmen. Het natuurstenen plaveisel van de stoep in de Stationsstraat zet zich een klein stukje voort in de Battalaan. Zowel aan de noordoostzijde als aan de zuidoostzijde van het kruispunt zijn enkele parkeervakken opgeofferd voor horecaterrassen. In de parkeerstroken staan aan beide zijden volwassen bomen, die de laan een groene uitstraling verlenen. In het noordelijk deel rijzen de bomen op uit miniplantsoenen van bodembedekkers.

## Geschiedenis
De geschiedenis van het gebied rond de Alexander Battalaan loopt tot eind negentiende eeuw parallel met die van de vesting Maastricht. Na de sloop van de vestingwerken en de egalisatie en ophoging van de vestingterreinen werd de laan aangelegd als rustige woonstraat voor de middenklasse.

### Wycker vestinggordel
De op de rechter Maasoever gelegen voorstad Wyck was altijd veel kleiner dan het stadsdeel op de linker Maasoever. De Wycker stadsmuur had een lengte van ca. 1500 m. Aan de veldzijde lag een gracht, gevuld met Maaswater, die min of meer het tracé van de huidige Wilhelminasingel volgde. Vanaf de 16e eeuw, toen de vuurkracht van kanonnen sterk toenam, was het zaak om de belegeraars zover mogelijk van de stadsmuur vandaan te houden. Enkele Wycker muurtorens werden uitgebouwd tot bolwerken. In 1554 werd begonnen met de bouw van het Mariabolwerk, later Galgenbastion genoemd (b), duidelijk te zien op het panorama van de stad in de atlas Civitates orbis terrarum van Braun & Hogenberg. Het bolwerk lag ter plekke van de Bourgognestraat, iets ten westen van de Alexander Battalaan.

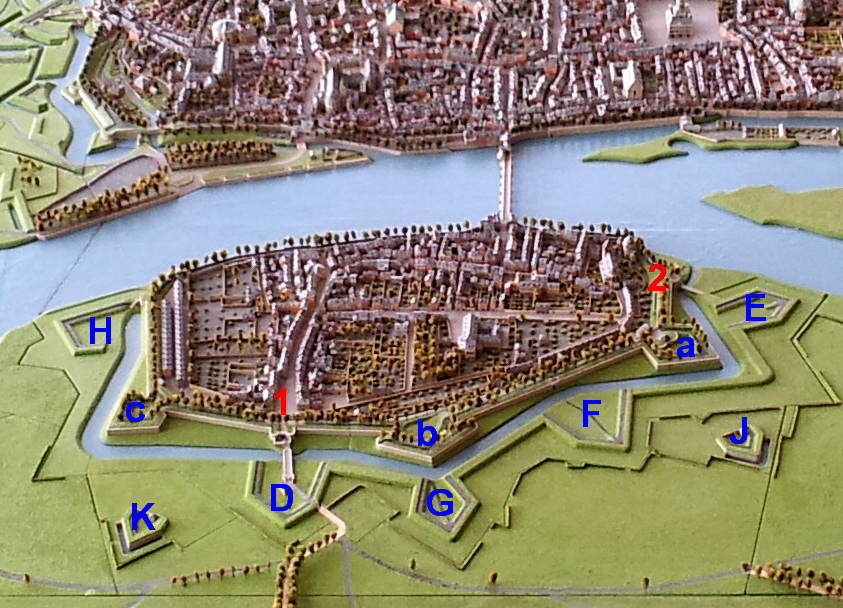
De Wycker vestingwerken buiten de Duitse Poort (1) en de Sint-Maartenspoort (2) op de Maquette van Maastricht, ca. 1750

Begin 17e eeuw werd een begin gemaakt met de bouw van buitenwerken, waardoor Wyck in de eeuwen daarna steeds meer ingekapseld raakte. Toch hadden de vestingwerken hier niet dezelfde omvang als  op de linker Maasoever, zoals in de Hoge Fronten, omdat het drassige gebied in het winterbed van de Maas voor belegeraars sowieso niet aantrekkelijk was. Vóór 1632 werden buiten de Wycker stadspoorten ravelijnen aangelegd. Het ravelijn De Raaf bij de Duitse Poort bleef twee en een halve eeuw in functie (D). Na de inname van de stad door Frederik Hendrik werden daaraan toegevoegd: de halvemanen tegenover het Sint-Maartens- en het Parmabastion (beide omstreeks 1674 vervangen), het ravelijn Limmel (F) en de lunet Valkenburg (G) .
Dat deze buitenwerken niet voldeden bleek bij het beleg van 1673, toen de stad in minder dan twee weken door Lodewijk XIV werd ingenomen. De Franse vestingbouwer Vauban maakte na de inname een ontwerp voor de verdediging van de voorstad, dat reeds eind 1674 ten uitvoer werd gebracht. De genoemde halvemanen werden vergraven en de andere buitenwerken zodanig aangepast dat ze gezamenlijk een enveloppe vormden. In 1675 werd de buiten deze enveloppe gelegen lunetten Turenne (J) en Enghien (K) toegevoegd. Op de door de Fransen omstreeks 1750 gebouwde Maquette van Maastricht – en de tussen 1974 en 1977 vervaardigde kopie in het Centre Céramique – zijn deze werken duidelijk te herkennen. Van de genoemde buitenwerken lagen het ravelijn Limmel, de lunet Valkenburg en het ravelijn De Raaf geheel of gedeeltelijk op percelen aan de Alexander Battalaan.
Na de scheiding van Nederland en België verloor de perifeer gelegen vesting Maastricht haar belang voor de landsverdediging en werd er nauwelijks nog onderhoud gepleegd. In 1867 werd de vestingstatus van Maastricht opgeheven en begon de slechting van de vestingwerken. Tussen 1868 en 1870 vond een ongekende transformatie van het buitengebied rond Wyck plaats toen, na de sloop van de middeleeuwse stadsmuur en -poorten, alle buitenwerken met de grond gelijk gemaakt werden. Dat gebeurde letterlijk want de vrijgekomen grond van de wallen en vestingwerken werd gebruikt om de grachten op te vullen. Bovendien was het noodzakelijk om het laaggelegen gebied op te hogen, voordat men aan woningbouw kon denken. Een deel van de aarde die nodig was voor het egaliseren en ophogen was afkomstig van het Sint-Antoniuseiland, dat tussen 1884 en 1895 werd afgegraven. Door de ophogingen en omdat uit kostenbesparing meestal oppervlakkig werd gesloopt, zijn in veel gevallen delen van de vestingwerken in de ondergrond bewaard gebleven. Het ontmantelde Wyck bood vanaf de stations jarenlang een chaotische aanblik, zoals te zien is op enkele foto's die de fotograaf Theodor Weijnen (1835-1904) omstreeks 1882 van het gebied maakte.

### Verkaveling en eerste bebouwing
Al in 1867 kwam de ontmantelingscommissie met een eerste schets voor de uitleg van de stad. De gemeente Maastricht kwam in hetzelfde jaar met een "Project van percees en boulevards". Beide plannen gingen uit van een singel- of  boulevardstructuur rondom de ontmantelde stad. De uitvoering van de plannen verliep echter traag.
Van meet af aan stond vast dat tussen Oud-Wyck en het stationsgebied (toen nog met meerdere stations) een woonwijk voor de middenklasse zou komen. Op het eerste schetsplan uit 1867 staat de Stationsbuurt al ingetekend. Hier waren ruime herenhuizen gepland, bedoeld voor middenstanders, leraren, ambtenaren en het hogere kader van fabrieken en instellingen. In de plannen van stadsarchitect W.J. Brender à Brandis uit de jaren 1880 is te zien dat de hoofdstructuur van de wijk bestond uit twee assen: de "Percée" (de Wycker Brugstraat met in het verlengde daarvan de Stationsstraat) en de "Singelweg" (de Wilhelminasingel). Een optie voor een diagonaal lopende weg vanaf de Wycker Brugstraat naar Station Staatsspoor werd jarenlang opengehouden maar bleef onuitgevoerd. Pas in 1915 zou er een nieuw station in het verlengde van de Stationsstraat komen.
Door vertraging van de zijde van het Domeinbestuur, dat de vestinggronden in bezit had, werden de gronden pas in 1881 aan de gemeente overgedragen. Een jaar later werd een stratenplan gepresenteerd met een rastervormig stratenpatroon met parallel aan de Singelweg en de Spoorlaan-Parallelweg de zogenaamde "Middenweg" (vanaf 1892 Alexander Battalaan genoemd). Volgens de toenmalige plannen zou de "Middenweg" pas eindigen bij de Sint Antoniuslaan; later werden de plannen voor de buurt rond het Sterreplein aangepast, waarna de Alexander Battalaan eindigde bij de Sint Maartenslaan. Begin 1885 was in de gehele Percée en in het zuidelijk deel van de Stationsbuurt de aanleg van riolering en gasleidingen, de bestrating met grind en de beplanting met bomen voltooid. In hetzelfde jaar werd begonnen met de verkoop van kavels in dit deel, waaronder het zuidelijk deel van de Alexander Battalaan. Bij de verkoop golden de verkoopvoorwaarden dat men binnen twee jaar moest beginnen met de bouw, dat elk huis minimaal twee verdiepingen moest hebben en dat, indien het een hoekpand betrof, de hoeken afgeschuind dienden te worden. In 1886 werden de eerste panden opgeleverd.
Een impuls voor de Stationsbuurt betekende de introductie van openbaar vervoer tussen het stationsgebied en de binnenstad. Van 1884 tot 1896 onderhield de particuliere Maastrichtsche Omnibus-Maatschappij met vier omnibussen een vaste dienstregeling tussen het toenmalige Station Staatsspoor en de Boschstraat, via Vrijthof en Markt. In 1894 besloot de Maastrichtse gemeenteraad een trambaan aan te leggen op dit traject en de exploitatie in eigen hand te nemen. Vanaf 1896 reden hier drie gastrams van de Maastrichtsche Tram, maar vanwege slechte prestaties werden deze in 1903 vervangen door paardentrams, die tot 1914 dienst bleven doen. Op de kruising met de Alexander Battalaan was een tramhalte. Hier stond ook een fraai vormgegeven abri in chaletstijl.

### Latere ontwikkelingen

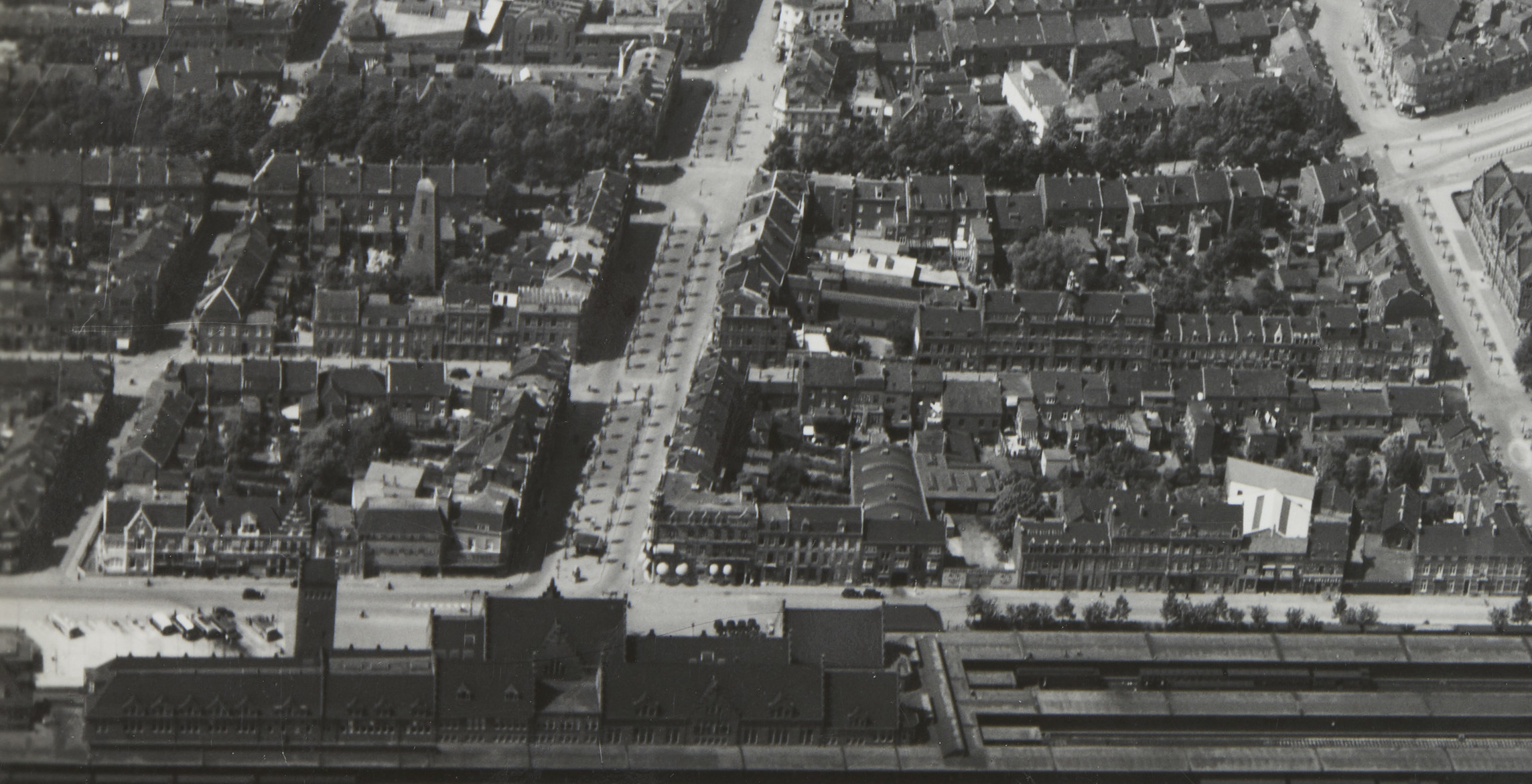
Stationsbuurt met een vrijwel boomloze Alexander Battalaan, ca. 1935

Ook nadat de tram in 1919 was vervangen door autobussen, bleef de relatief goede bereikbaarheid bijdragen aan de voorspoedige ontwikkeling van het gebied, waar zich tal van winkels, hotels, cafés en kantoren vestigden; de eerste vooral in de Stationsstraat; de laatste met name aan de Wilhelminasingel. Hoewel zich in de Alexander Battalaan ook enkele bedrijven en kantoren vestigden, bleef dit toch voornamelijk een woonstraat. Op de hoeken met de Stationsstraat waren enkele horecagelegenheden gevestigd (op de noordwesthoek het Hotel de la Meuse bijvoorbeeld); en bij de Sint Maartenslaan enkele winkels. Op nr. 53 vestigde zich in 1925 de garage J. de Kruyf en op nr. 31 was rond 1930 de cement- en tegelhandel L. Jaspers gevestigd. Op nr. 44 was de in 1932 opgerichte Katholieke Arbeiders Jeugd Vereniging (KAJV of "kajotters") gevestigd. In hetzelfde pand had ook de handboogschutterssociëteit "St. Sebastiaan" haar verenigingslokaal. In de tuin, die ook toegankelijk was vanaf Hotel Excelsior in de Stationsstraat, stond een houten schiettoren (in 1941 afgebroken).
Tijdens de Tweede Wereldoorlog werden zeker zes bewoners van de straat opgepakt en in vernietigingskampen vermoord. Vele jaren later zijn bij de woningen van de joodse broers Van Gelder, het gezin Salomon-Benedictus en Louis Salomon, respectievelijk de huisnummers 2b, 45b en 74, struikelsteentjes geplaatst.
Van 1959 tot 1962 werd de Scharnertunnel onder de spoorlijn naar Luik gebouwd, waarna het verkeer op de Akerstraat sneller kon doorstromen. Komend uit de Alexander Battalaan kon men vanaf dat moment alleen nog maar naar rechts afslaan.  Vanaf de jaren 1990 worden steeds meer huizen in de straat opgesplitst in kleinere eenheden, onder meer voor studentenhuisvesting. Sinds 2010 is een buurtcomité actief om de groei van studentenhuizen en logiesgelegenheden tegen te gaan.

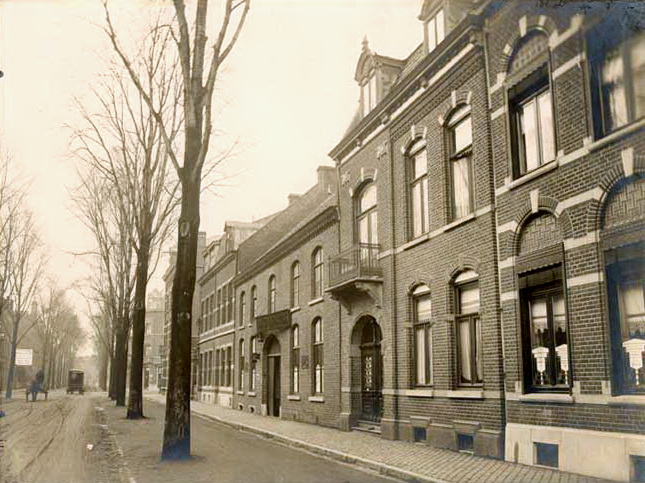
Nrs. 55 en lager, 1925
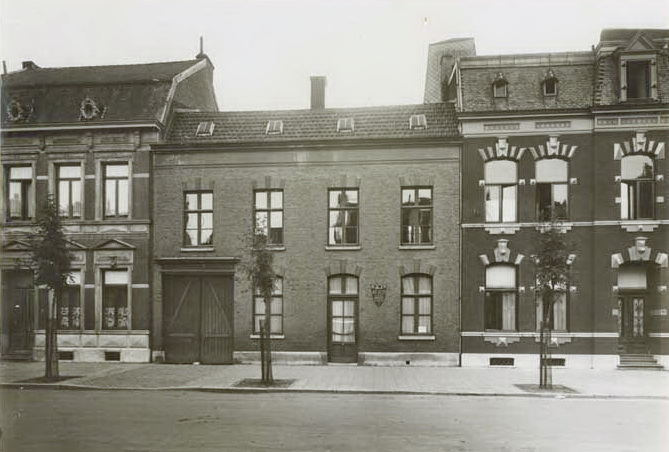
Nrs. 42-46, 1935
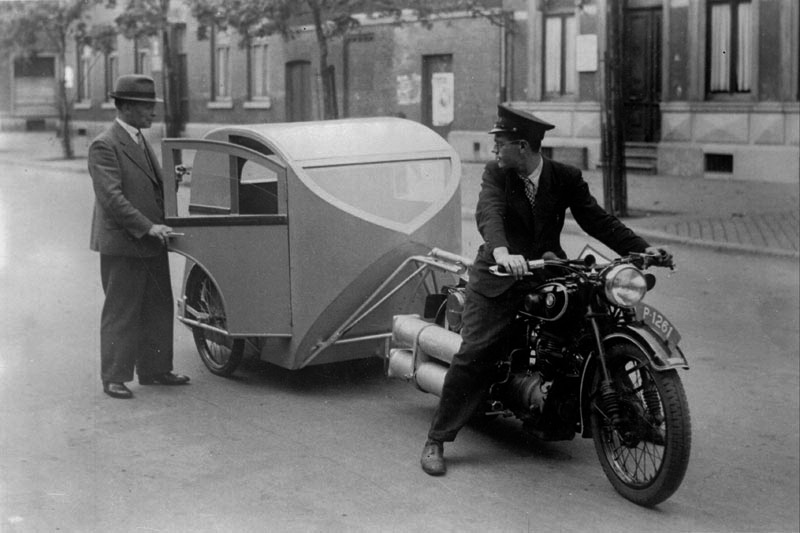
Motortaxi op persgas, 1942
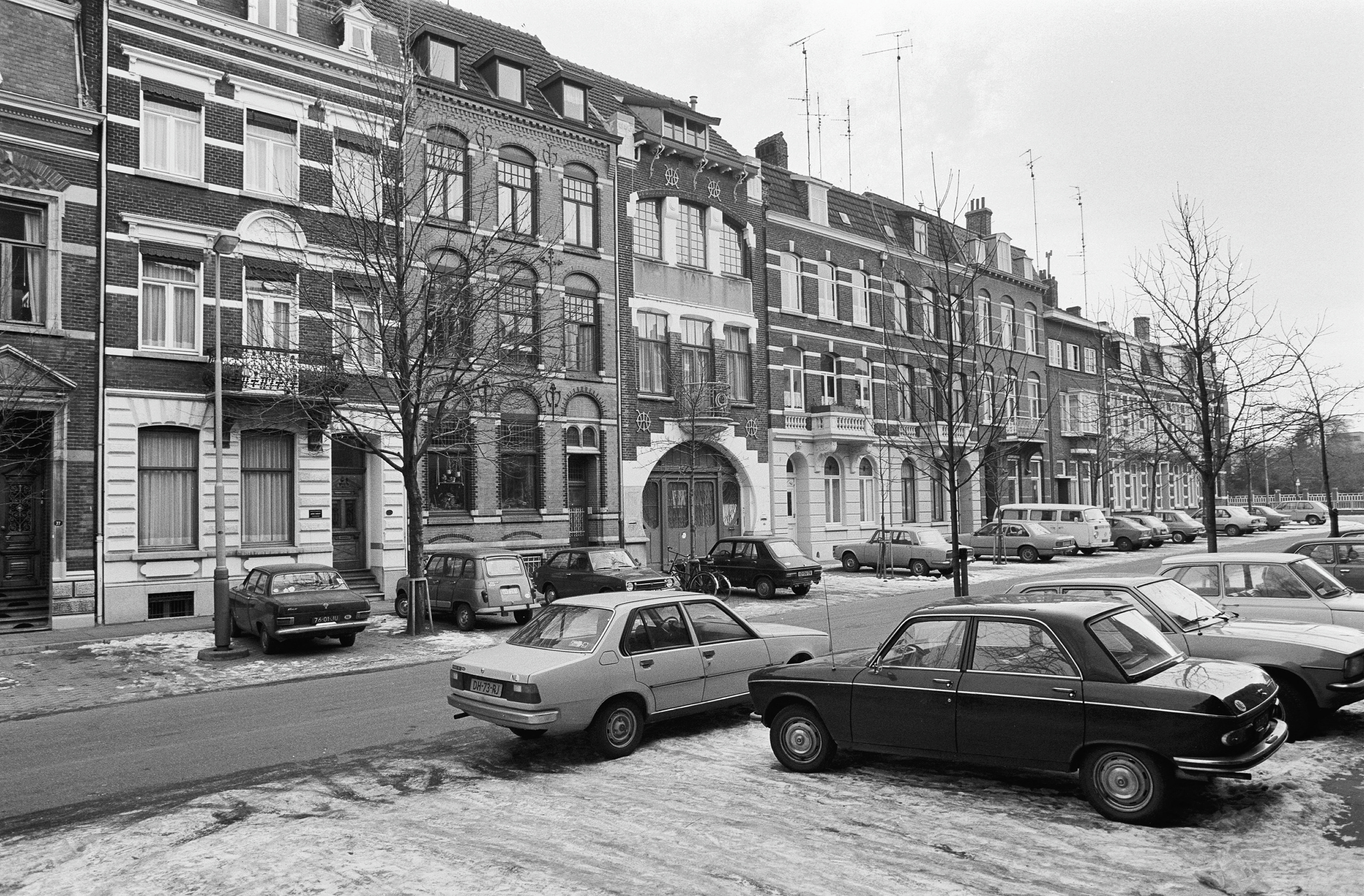
Nrs. 79 en hoger, 1979

## Architectuur
Aan de Alexander Battalaan liggen tientallen geschakelde herenhuizen uit het fin-de-siècle en het begin van de twintigste eeuw, gebouwd in traditioneel-eclectische stijlen, beantwoordend aan de smaak van de Maastrichtse middenklasse uit die tijd. De meeste daarvan zijn gemeentelijke monumenten. Een enkel huis toont invloeden van de art nouveau, waaronder het rijksmonument Alexander Battalaan 83. Bijna alle panden zijn opgetrokken in rode, bruine of gele baksteen, vaak met horizontale banden en lijsten van natuursteen, kunststeen of stucwerk, soms ook met verticale pilasters of lisenen, vaak met rond- of segmentbogige versieringen boven de vensters, of met accenten in geglazuurde baksteen. Veel huizen hebben balkons met gebeeldhouwde consoles en giet- of smeedijzeren balkonhekjes.
In de beschrijving hieronder is de straat opgedeeld in vier segmenten, waarbij een scheidslijn loopt tussen de westzijde van de straat (even huisnummers) en de oostzijde (oneven nummers), en de andere scheidslijn tussen het deel van de straat ten noorden van de Stationsstraat en het deel ten zuiden daarvan.

### Even zijde, noord (nrs. 2a t/m 36)
Op de hoek Sint Maartenslaan-Alexander Battalaan (nr. 2) ligt een winkelpand uit 1910. De bovenverdiepingen zijn grotendeels wit gestuct met vrijlating van enkele baksteendetails, zoals de hoeklisenen en horizontale lijsten. Onder de dakgoot bevindt zich een getande lijst. De winkeldeur op de afgeschuinde hoek dateert uit de bouwtijd. Ook het etalagevenster met hardstenen onderdorpel aan de kant van de Alexander Battalaan is origineel.
Nr. 14 is onderdeel van een rijtje eclectische woonhuizen van twee verdiepingen (nrs. 10 t/m 18), die allemaal in 1891 zijn gebouwd, maar onderling verschillend zijn. Nr. 14 valt in dat rijtje op door het gebruik van Limburgse mergel, in die tijd ongebruikelijk in de nieuwbouw. De zachtgele mergelgevel wordt onderbroken door een plint en een viertal lijsten van grijze natuursteen. De houten gootlijst rust op mergelstenen consoles. De deur- en vensteromlijstingen bestaan uit vooruitspringende mergelblokken.
De voormalige koffiebranderij Hustinx met bijbehorende woning (nrs. 22 t/m 32) is een fors gebouw uit 1893. Het is gebouwd in een op Franse voorbeelden geïnspireerde neoclassicistische stijl. In 1903 werd het complex verbouwd tot zes aparte woonhuizen. Het min of meer symmetrisch opgebouwde woningblok heeft een brede middenas met aan elke zijde vijf vensterassen. De drie delen worden van elkaar gescheiden door brede, natuurstenen lisenen. De begane grond bestaat uit grijze rusticablokken, die bij het meest rechtse pand wit geschilderd zijn. De deuren en vensters zijn niet geheel symmetrisch geplaatst. Het middendeel van de gevel wordt geaccentueerd door drievoudige vensters op de begane grond en de eerste verdieping, en een met leien gedekt koepeldak. Het drieledige venster beneden is voorzien van hardstenen pilaartjes met Korinthische kapitelen. Alle vensters op de eerste verdieping hebben hardstenen frontons, rustend op consoles. De vensters op de tweede verdieping zijn voorzien van een gemetselde ontlastingsboog met hardstenen blokken. De middentraveeën van de beide zijvleugels worden geaccentueerd door Vlaamse gevels.
Op de hoek met de Stationsstraat ligt een complex van neoclassicistische, geheel wit gestucte panden uit 1886 (Stationsstraat 28 t/m 32), waarvan de gevel aan de Alexander Battalaan iets minder uitbundig is gedecoreerd. Deze gevel bestaat uit twee delen: het linkerdeel met drie vensterassen past qua opbouw bij de hoofdbouw; het rechterdeel bestaat slechts uit één brede travee, gemarkeerd door brede hoeklisenen. De gestucte cordonlijsten lopen over de volle gevelbreedte door. De gevelindeling van de aansluitende nieuwbouw is enigszins aangepast aan de bestaande architectuur.

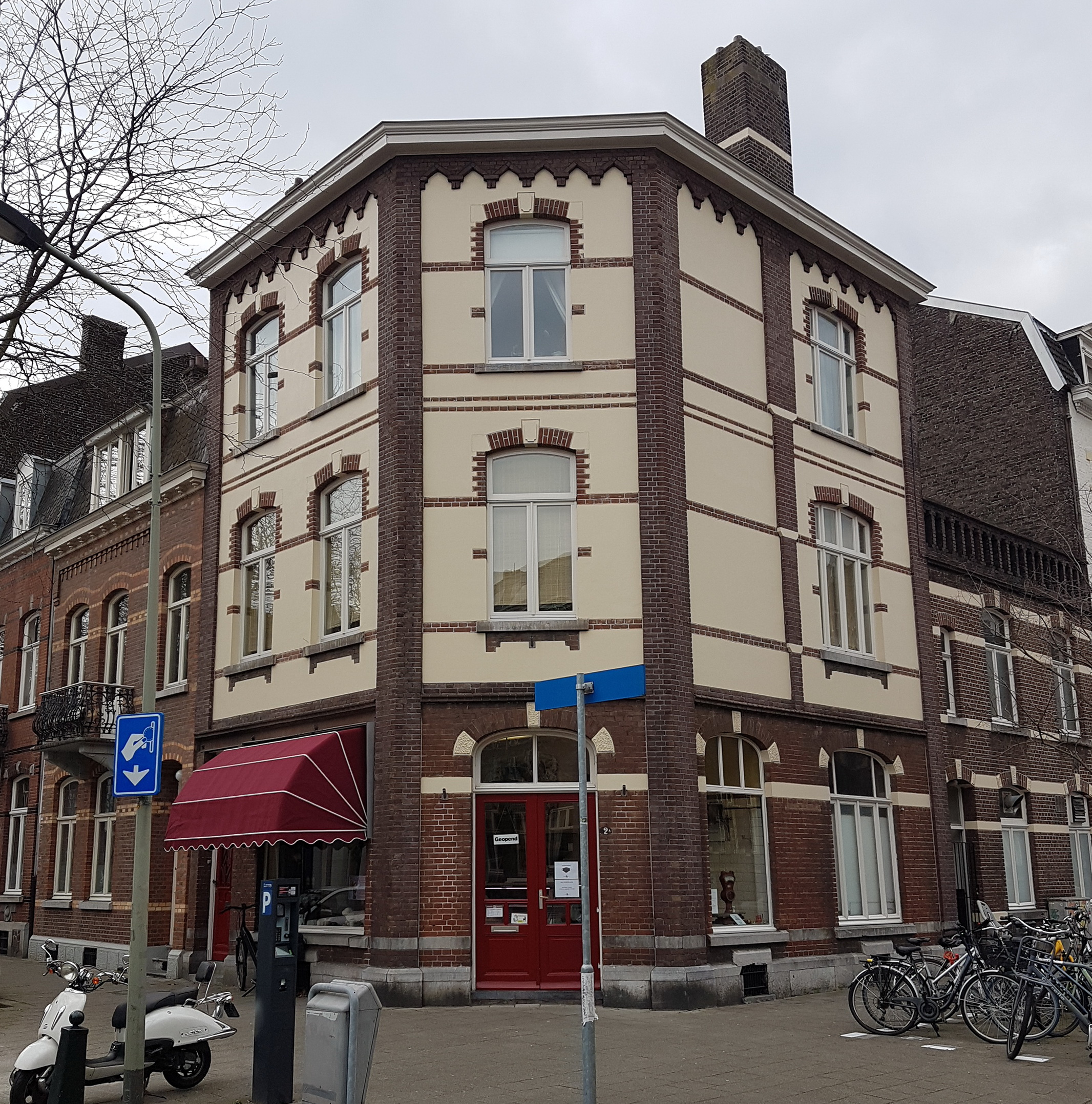
Hoek Sint Maartenslaan
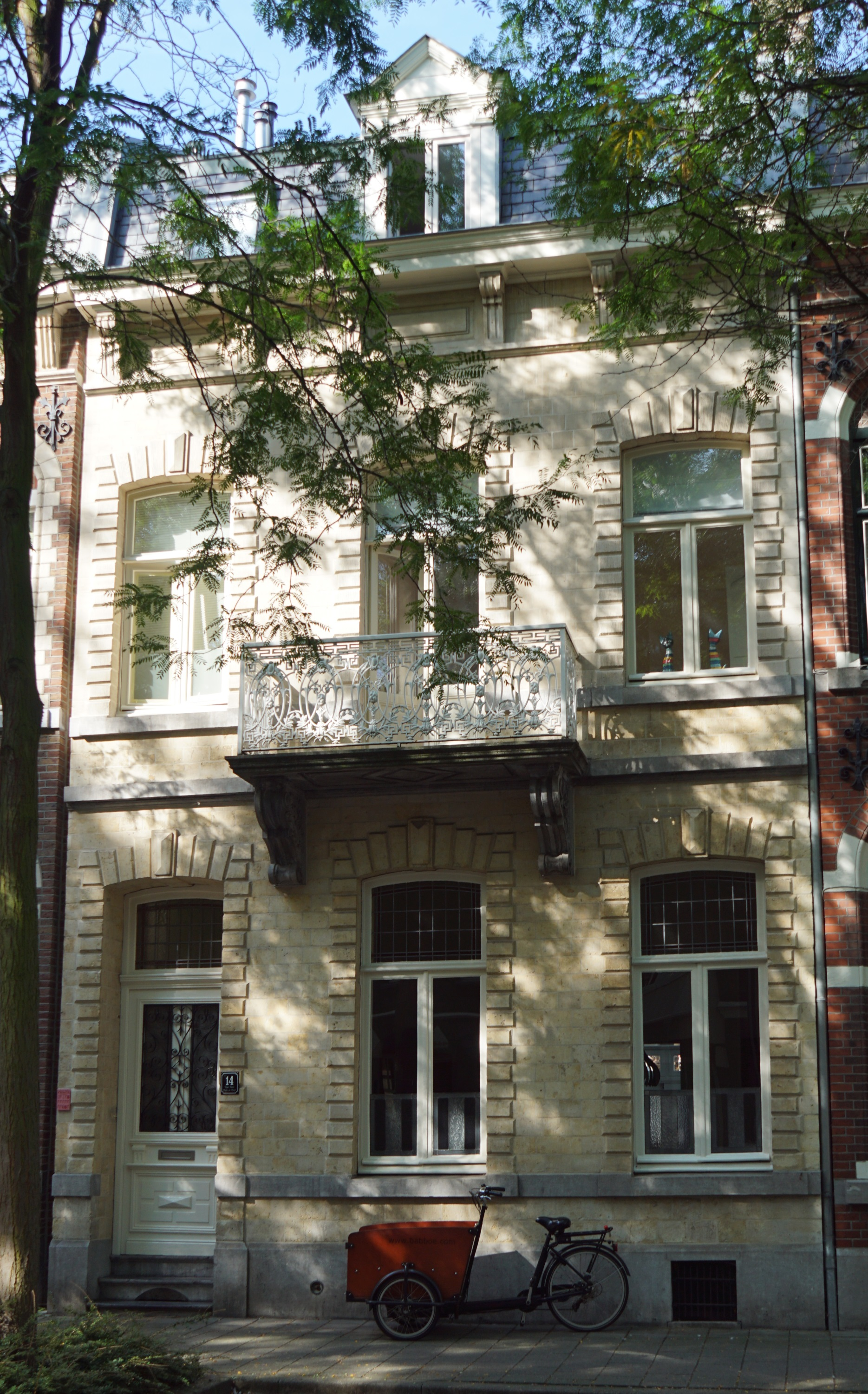
Nr. 14
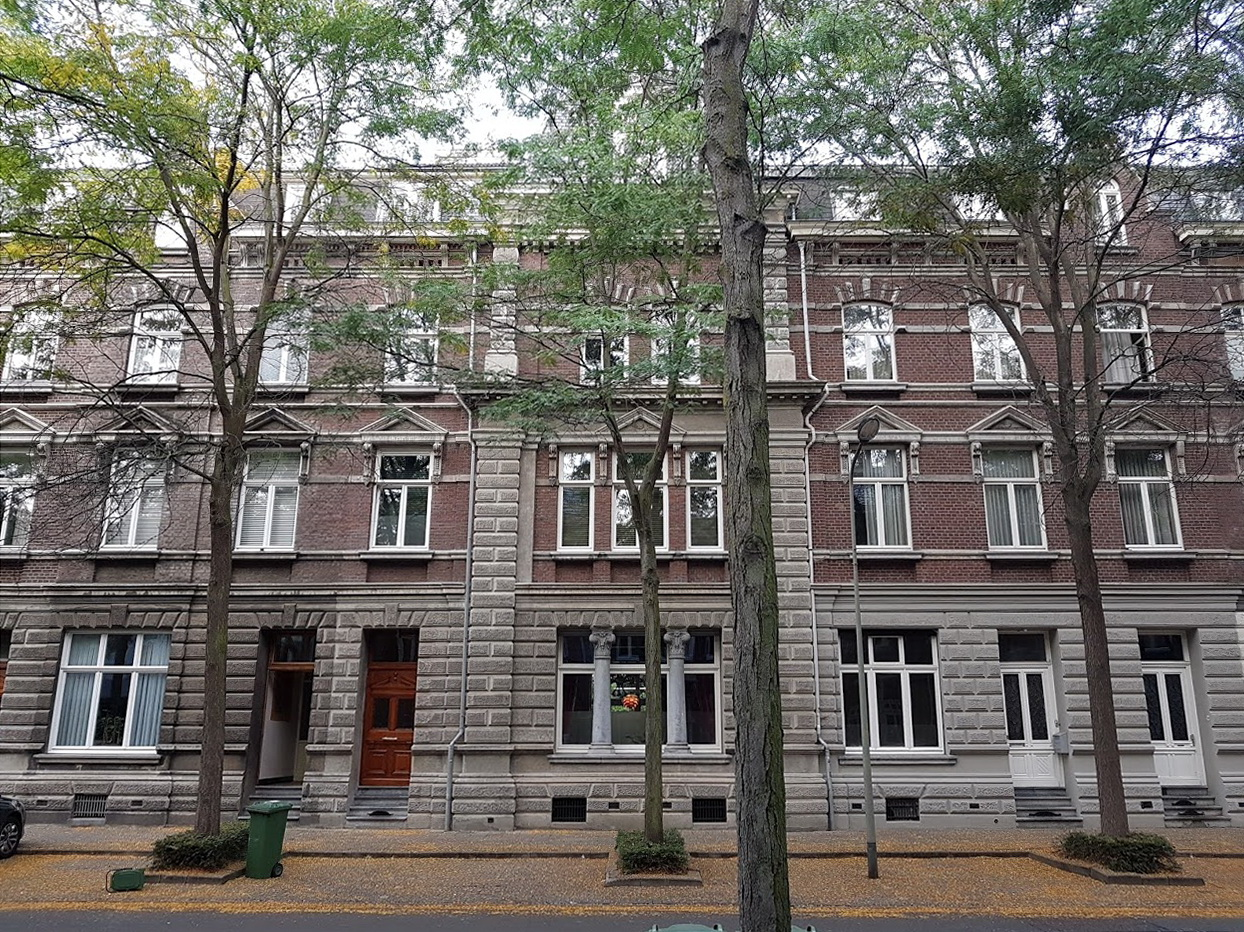
Nrs. 22 t/m 32
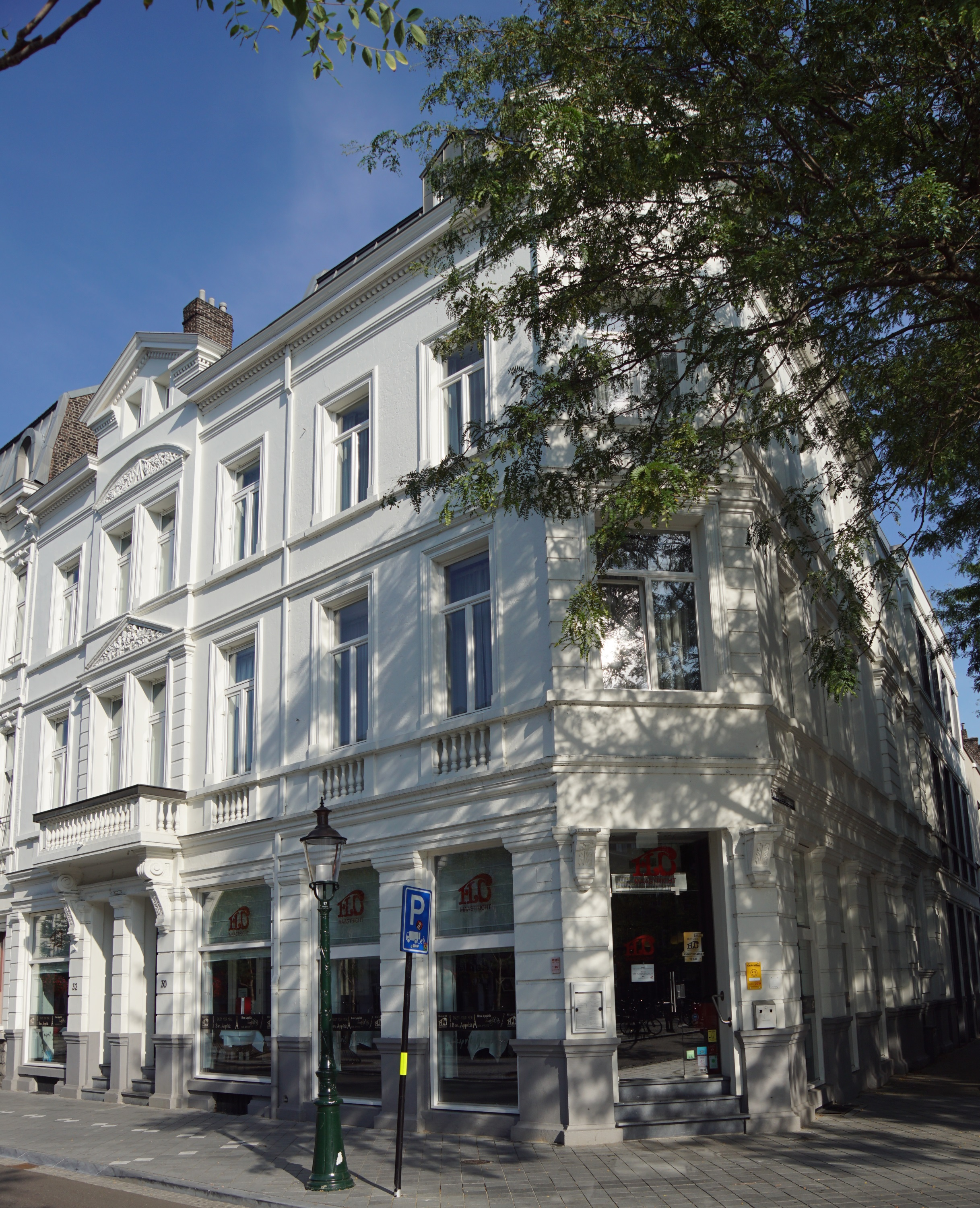
Hoek Stationsstraat

### Oneven zijde, noord (nrs. 1 t/m 45a)
Het hoekhuis Alexander Battalaan 1 uit 1909 is een wit gestuct winkel-woonhuis met zowel jugendstil als rationalistische invloeden. De winkelpui is later vernieuwd. Het naastgelegen dubbele woonhuis (nrs. 3-5) uit 1908 is symmetrisch opgebouwd met een levendige vlakverdeling van rode en groen geglazuurde baksteen en grijze natuursteen. Bij nr. 5 is dit deels tenietgedaan door het schilderen van de natuurstenen delen en het zandstralen van de geglazuurde stenen, waardoor het groene laagje glazuur is verdwenen. Bij dit pand zijn tevens alle kozijnen vernieuwd. De voordeuren en balkons zijn bij beide panden nog origineel; de laatste met gebeeldhouwde consoles en uitbuikende, smeedijzeren balkonhekjes.
Alexander Battalaan 11 heeft een asymmetrische gevel met aan de linkerzijde een uitgebouwd, naar binnen zwenkend puntgeveltje. De witte stucdetails contrasteren fraai met de bruine baksteen. Het balkon is voorzien van een uitbundig versierd gietijzeren balkonhekje. Nrs. 13-15 is een dubbel, gespiegeld woonhuis uit 1913, dat een architectonische eenheid vormt en jugendstil en traditionalistische invloeden vertoont. De plint bestaat uit ruwe blokken natuursteen. De voordeuren liggen in vrij diepe portieken. De wit gestucte muurvlakken links en rechts in de gevel vallen sterk op, beide op de eerste verdieping voorzien van identieke erkers op houten schragen en met losstaande leien dakjes in de vorm van een halve kegel. De gevel wordt afgesloten door een overkragende houten goot, die op decoratief bewerkte schoortjes rust.
Ook nrs. 27-29 is een dubbel, gespiegeld woonhuis uit 1913. Door de vervanging van twee vensters op de begane grond door één groot raam was in het verleden de symmetrie verstoord, maar de ongelukkige ingreep is tussen 2010 en 2020 hersteld. De gevel van oranjerode verblendsteen met witte voegen op een natuurstenen plint wordt verlevendigd door banden van groen geglazuurde bakstenen, die ook de segment- en rondbogen boven de vensters accentueren.
Het vierde dubbele en gespiegelde woonhuis in dit deel van de straat bestaat uit de nrs. 41 en 43. De gevel uit 1900 is geheel symmetrisch en opgetrokken in oranje-gele baksteen, die wordt onderbroken door natuurstenen en rode bakstenen lijsten en vensteromlijstingen. De buitenste traveeën springen als een risaliet iets naar voren. Hierin bevinden zich de balkons met identieke, uitbuikende, smeedijzeren balkonhekjes.

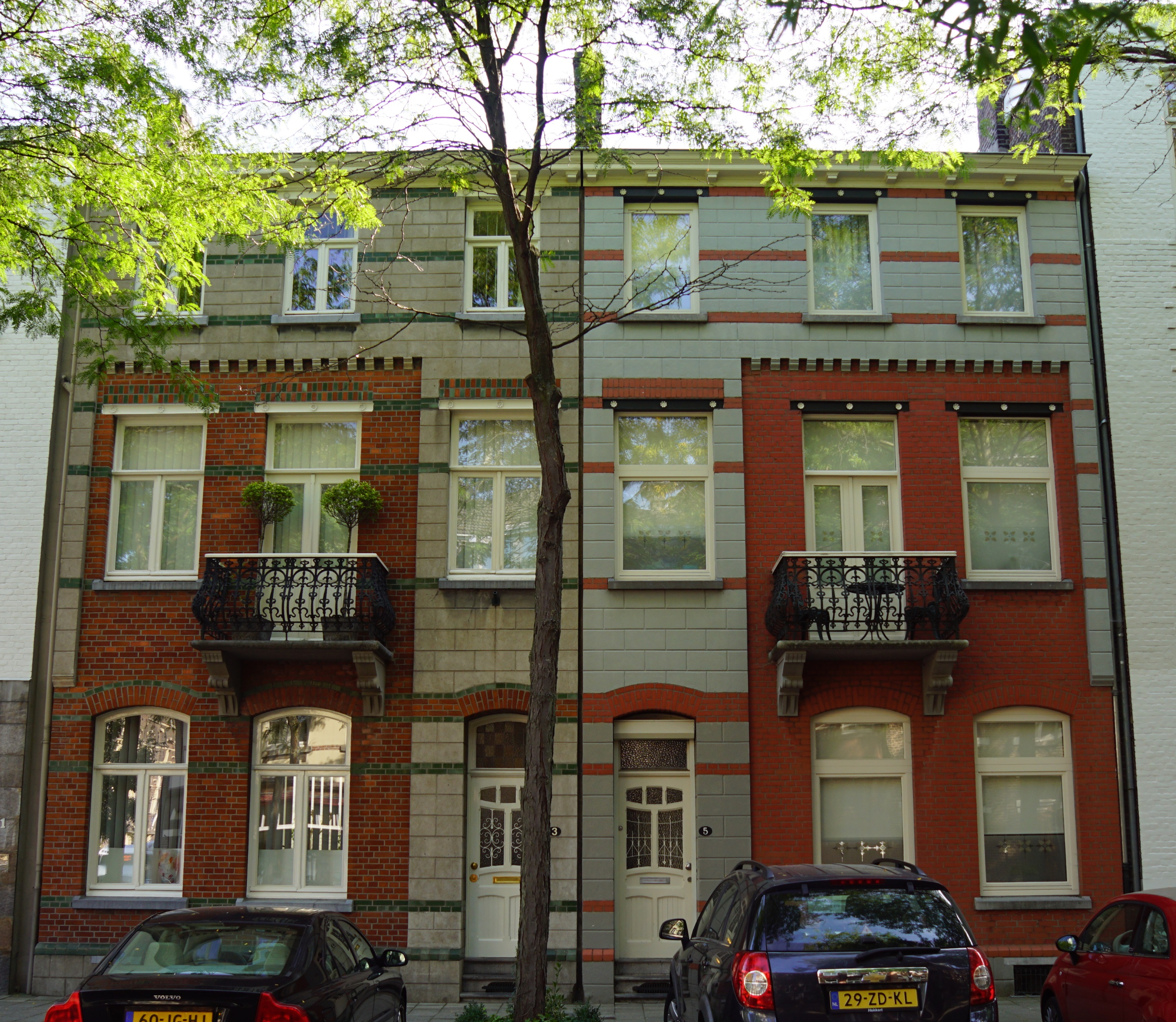
Nrs. 3-5
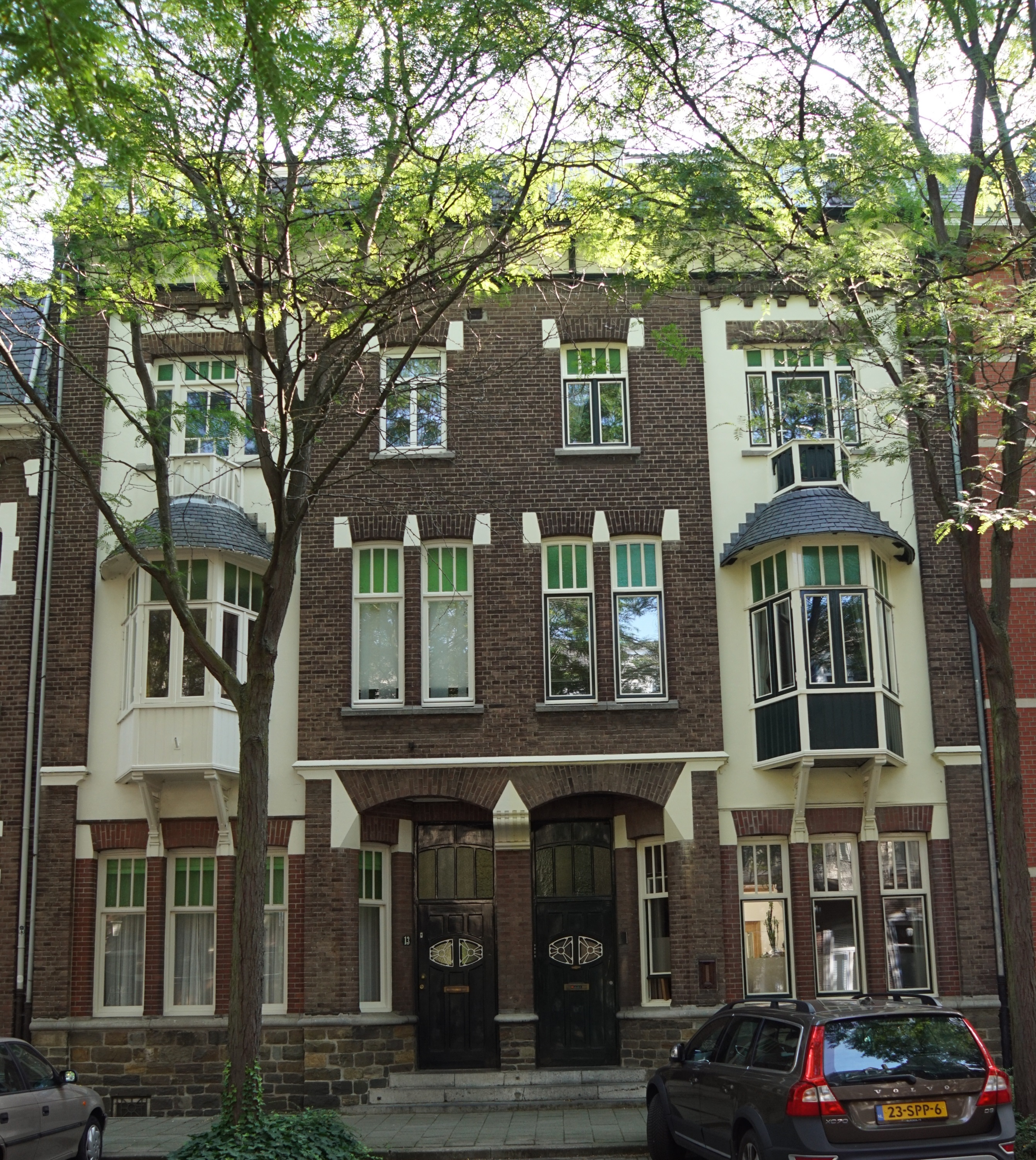
Nrs. 13-15
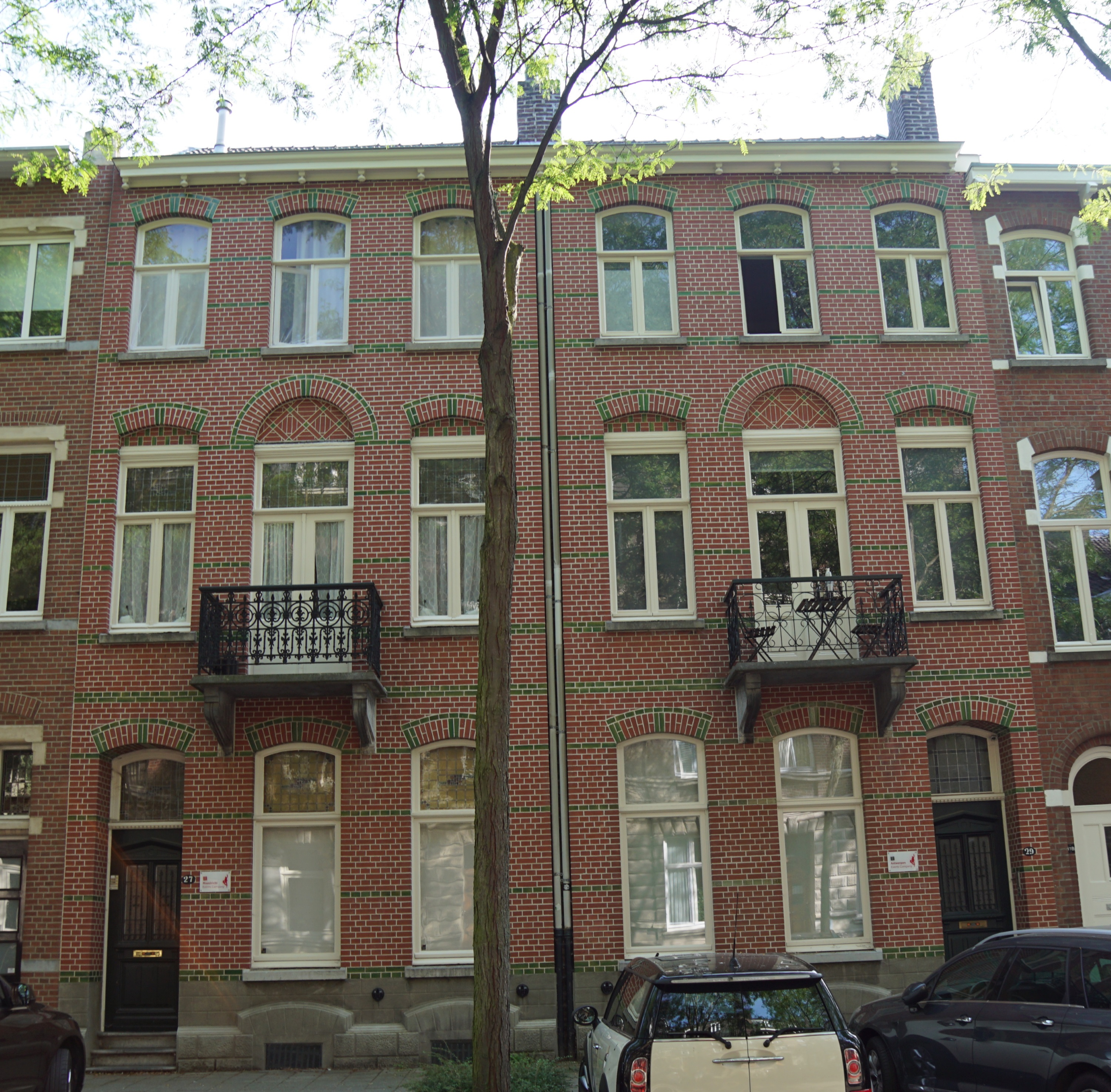
Nrs. 27-29
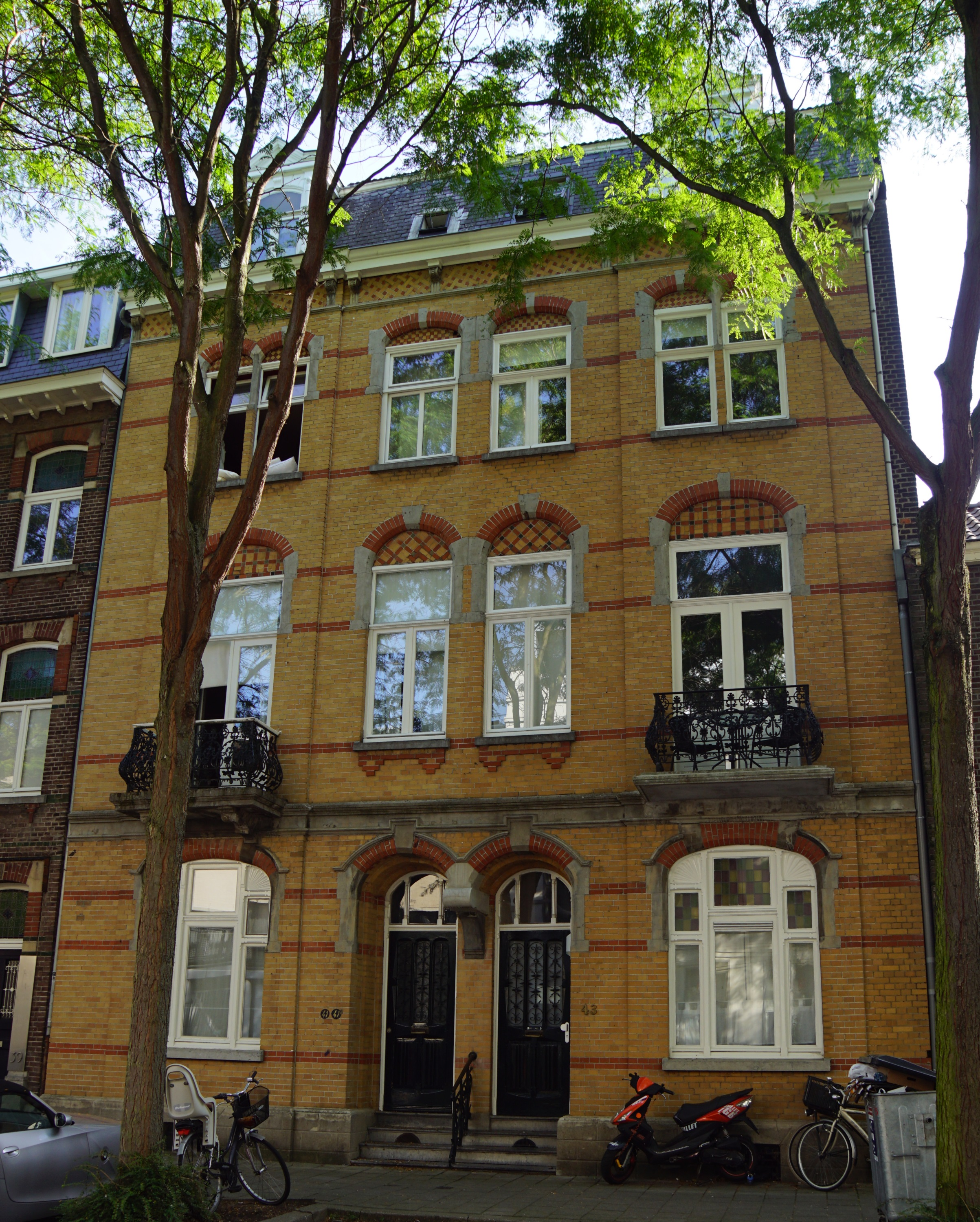
Nrs. 41-43

### Even zijde, zuid (nrs. 38 t/m 90)
Alexander Battalaan 36-38 vormt samen met Stationsstraat 19 een groot hoekpand uit 1889, dat aan de kant van de laan iets breder is (vier traveeën). De hoek is afgeschuind, zoals gebruikelijk in deze buurt, en wordt bekroond door een lucarne, een versteende dakkapel met pilasters, vleugelstukken en een verhoogd driehoekig fronton met beeldhouwwerk. Een tweede fronton bevindt zich boven het venster op de tweede verdieping. Boven de balkondeur op de eerste verdieping bevindt zich een segmentboog met beeldhouwwerk, waaronder een gehelmd hoofd. Aan de zijgevels zijn de vensters eveneens voorzien van segmentbogen, echter zonder beeldhouwwerk. Wel uitbundig gebeeldhouwd zijn de hardstenen deur- en vensteromlijstingen op de begane grond. Tussen de vensters lopen horizontale banden; op de begane grond van hardsteen, op de verdiepingen van stucwerk en op de hoek met zwarte diamantkoppen. De dakgoot rust op hardstenen consoles, waartussen gestucte panelen zijn aangebracht.
Enkele huizen verderop ligt nr. 40, een goed bewaard herenhuis in neoclassicistische stijl uit 1886 en een van de oudste panden in de straat. De strak symmetrisch opgebouwde gevel is drie gevelassen breed en drie verdiepingen (plus kelder en mezzanino) hoog. De begane grond is geheel gestuct met onder andere geblokte pilasters die over de gehele gevel doorlopen. De middenas is iets breder. Hierin bevinden zich van beneden naar boven: de entree met dubbele deuren, een breed venster met driehoekig fronton, daarboven nog een breed venster met gebroken segmentboogvormig fronton, waaruit een driehoekig fronton oprijst, en daarboven een rijkversierde dakopbouw met halfrond fronton. De vensters van de linker en rechter travee zijn minder breed en iets minder uitbundig versierd, alhoewel ook hier de frontons zijn gevuld met decoratief beeldhouwwerk. De gevel wordt afgesloten met een brede, gestucte kroonlijst, waarin vier mezzaninovensters zijn opgenomen en die ondersteund wordt door gestucte consoles.
Weer enkele huizen verder ligt een halfvrijstaand woonhuis uit 1888 (nr. 46). Het vier vensterassen brede huis bestaat uit twee woonlagen met een hoog opgaand mansardedak, dat grotendeels aan het oog onttrokken wordt door een aaneengesloten reeks moderne dakkapellen. De neoclassicistische gevel is opgetrokken in baksteen en later wit geschilderd, waardoor het contrast met de rijkelijk aanwezige stucwerkversieringen minder groot is dan oorspronkelijk de bedoeling was. Het stucwerk bevat diamantkopmotieven die op verschillende manieren zijn toegepast. Boven de deur en vensters op de begane grond zijn driehoekige frontons aangebracht.
Voorbij de Bourgognestraat volgt, na een rijtje huizen van twee verdiepingen, een reeks van drie verdiepingen. Twee daarvan, de nummers 70 en 72, in 1916 gebouwde herenhuizen, vormen een architectonische eenheid, hoewel de gevelindeling verschillend is. Het rechter pand is smaller, waardoor de vensters hier ook smaller zijn en dichter bij elkaar staan. In het midden van de gevel bevindt zich een rechthoekige houten erker op decoratieve consoles. Het bredere pand heeft een minder regelmatige gevelindeling. Op de begane grond bevindt zich een rechthoekige poort met originele poortdeuren onder een stalen latei met rozetten. Daarboven bevindt zich een balkon met openslaande deuren, geflankeerd door twee smalle vensters. Beide panden hebben ieder twee dakkapellen, die dateren uit de bouwtijd. Alle vensters en deuren hebben gemetselde omlijstingen met accenten van groen geglazuurde bakstenen. Tussen de vensters bevinden zich hardstenen lijsten.

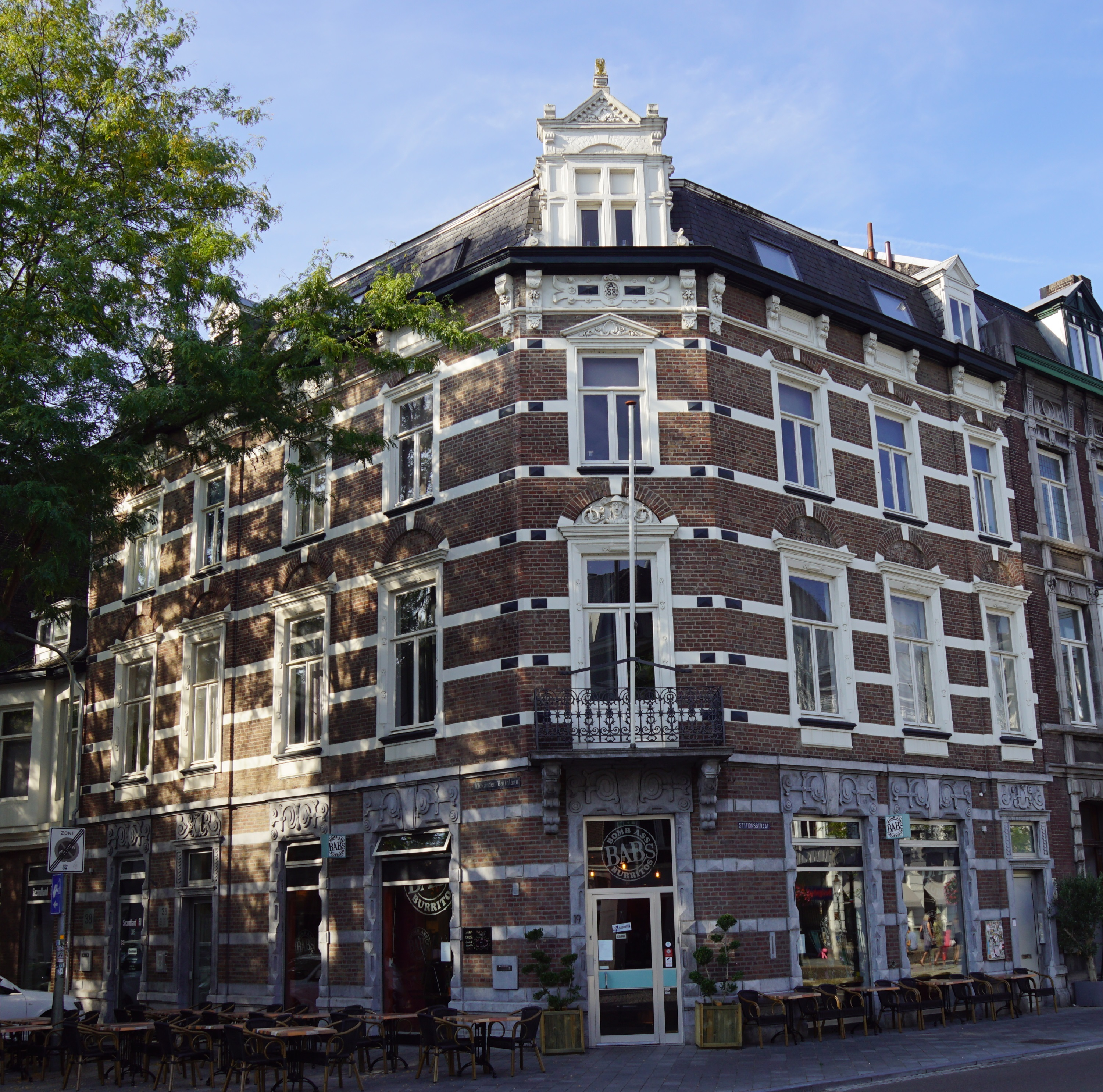
Nr. 38 / hoek Stationsstraat
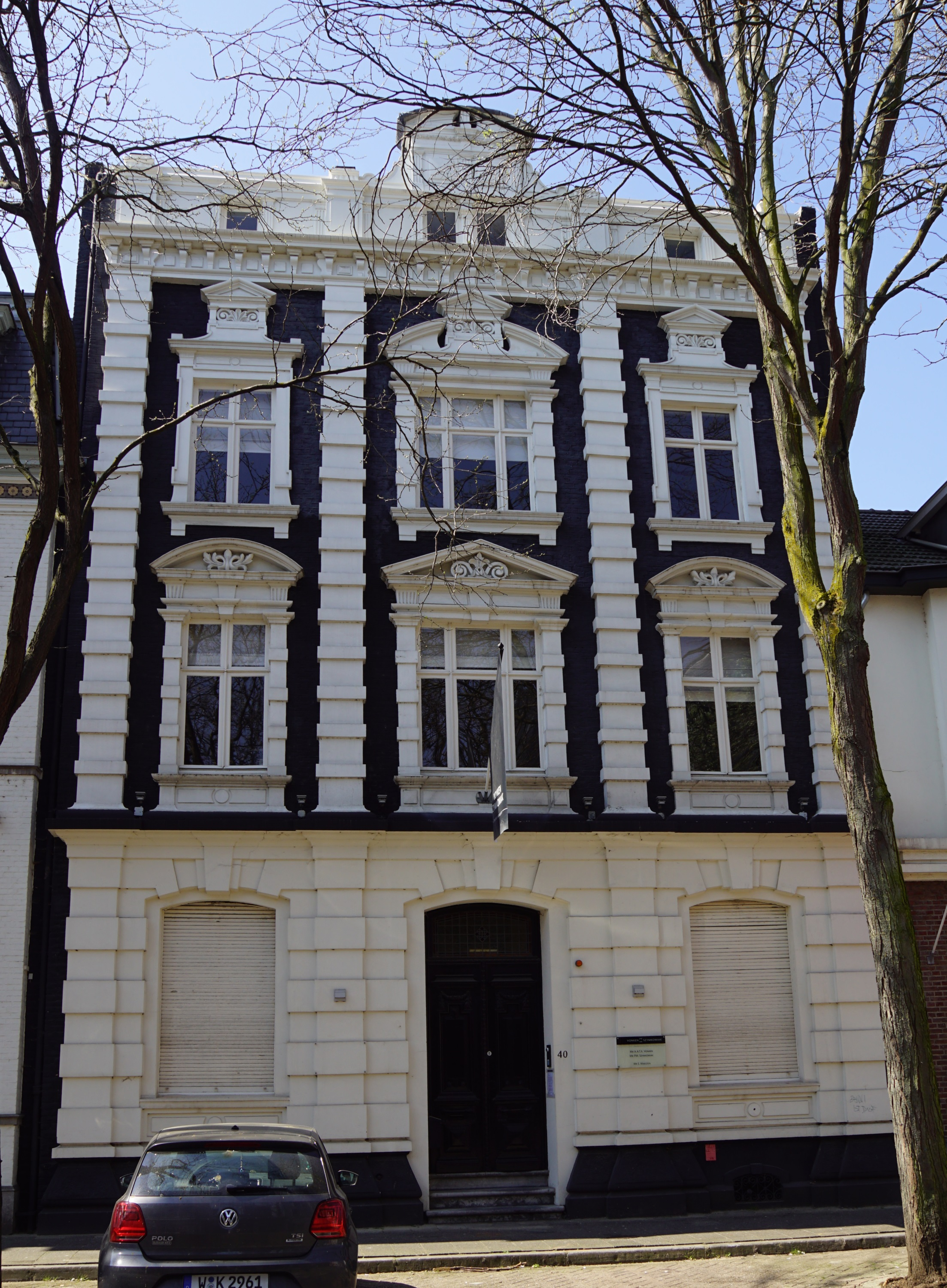
Nr. 40
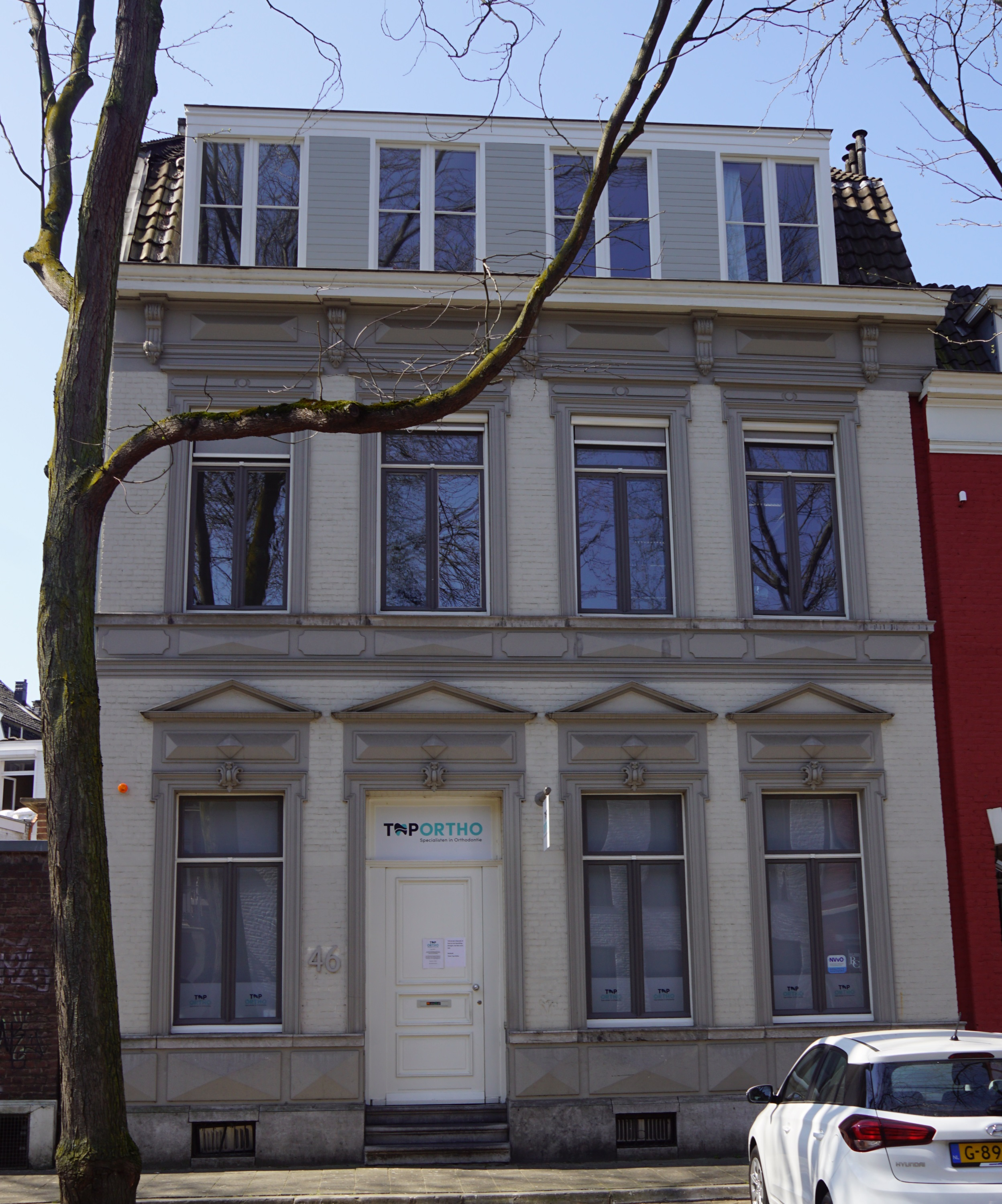
Nr. 46
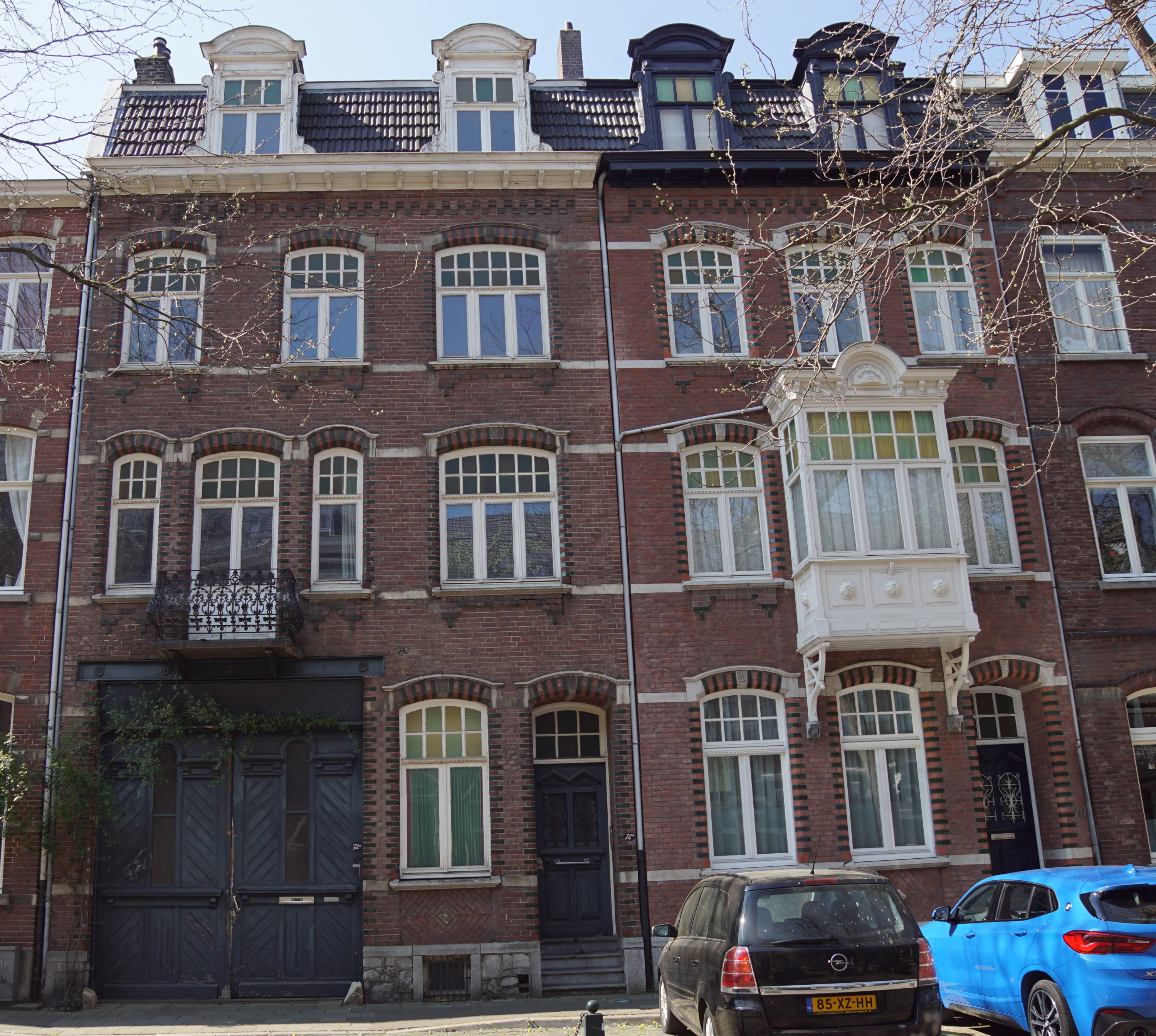
Nrs. 70-72

### Oneven zijde, zuid (nrs. 47 t/m 95)
Alexander Battalaan 73-75 kan als typerend gelden voor de twee verdiepingen hoge middenstandswoningen, zoals die zich in het zuidelijk deel van de straat aan elkaar rijgen. De twee woonhuizen uit 1899 hebben identieke gevels, dus niet gespiegeld, zoals elders in de straat. De rode baksteengevels worden onderbroken door op regelmatige afstand geplaatste stucbanden. Stuc- en metselwerk omgeven de rondbogige deur- en vensteropeningen. De originele dakvensters bestaan elk uit twee smalle rondboogvensters met vleugelstukken en driehoekige frontons. Midden in de gevels zijn identieke balkons aangebracht; alleen de balkonhekjes verschillen.
Van het woonhuis op nr. 81 is de architect en het bouwjaar bekend: Jos Seelen, gebouwd in 1904. De regelmatig opgebouwde gevel in eclectische stijl valt op door het gebruik van helrode baksteen met witte voegen, afgewisseld met stuclijsten en groen geglazuurde baksteendecoraties. Die laatste bevinden zich met name om de vensteropeningen, die op de beletage rondbogig zijn, maar op de hogere etages steeds platter worden. De bogen zijn gevuld met siermetselwerk in afwisselende patronen. Tussen de vensters zijn sierlijke muurankers geplaatst. De lijstgevel wordt afgesloten met een fries van uitkragend siermetselwerk.
Alexander Battalaan 83 is het enige rijksmonument in de straat. Het woonhuis met magazijn werd in 1906 gebouwd in opdracht van de suikerwarenfabrikant L. van den Eerenbeemt. De Maastrichtse architect C.L.J. Hoogenstraaten ontwierp het pand in een door de art nouveau beïnvloede bouwstijl. Opvallende elementen zijn: de rondbogige poort op de begane grond met een wit gesausde Florentijnse boog, het halfronde balkon met smeedijzeren balkonhek en aan de onderkant een gestuct reliëf met een mensenhoofd, verder de gestucte segmentbogige vensterlateien, en ten slotte de smeedijzeren consoles en sierankers. De dakkapellen zijn niet origineel.
Alexander Battalaan 85-87 is een dubbel woonhuis uit 1904. De twee gevels zijn gespiegeld en vormen een stilistische eenheid. Het onderste deel van de gevels bestaat uit pleisterwerk met een rustica-afwerking en met diepe, horizontale groeven, waardoor een blokmotief ontstaat. Boven de rondboogvensters en -deur is een geprofileerde sluitsteen aangebracht. Het balkon op de eerste verdieping rust op kunststenen consoles en is voorzien van een balustrade met kunststenen balusters. Dezelfde balusters zijn aanwezig onder de flankerende vensters. De hogere delen van de gevels zijn vrij sober; stucbanden en een sluitsteen boven de vensters zijn hier de enige versieringen.
Aan het einde van de straat, op nrs. 93-95, ligt nog een dubbel, gespiegeld woonhuis in eclectische stijl uit 1897. Het gebouw bestaat uit twee bouwlagen onder een mansardedak. Het metselwerk van de gevels wordt verlevendigd door horizontale stucbanden en deur- en vensteromlijstingen van stucwerk. Op het snijpunt van de banden en vensteromlijstingen zijn accenten aangebracht, op de begane grond in de vorm van diamantkoppen, op de eerste verdieping halve bollen. De plint is eveneens gepleisterd en vertoont een blokmotief. Verdere stucdetails zijn de sluitstenen boven de deuren en vensters, en de platte balusters onder de vensters op de bovenverdieping. Beide huizen hebben een balkon op kunststenen consoles en met smeedijzeren hekwerkjes. De gevels worden aan de bovenzijde afgesloten met een lijst van afwisselend keramische tegels en kunststenen bolvormige decoraties.

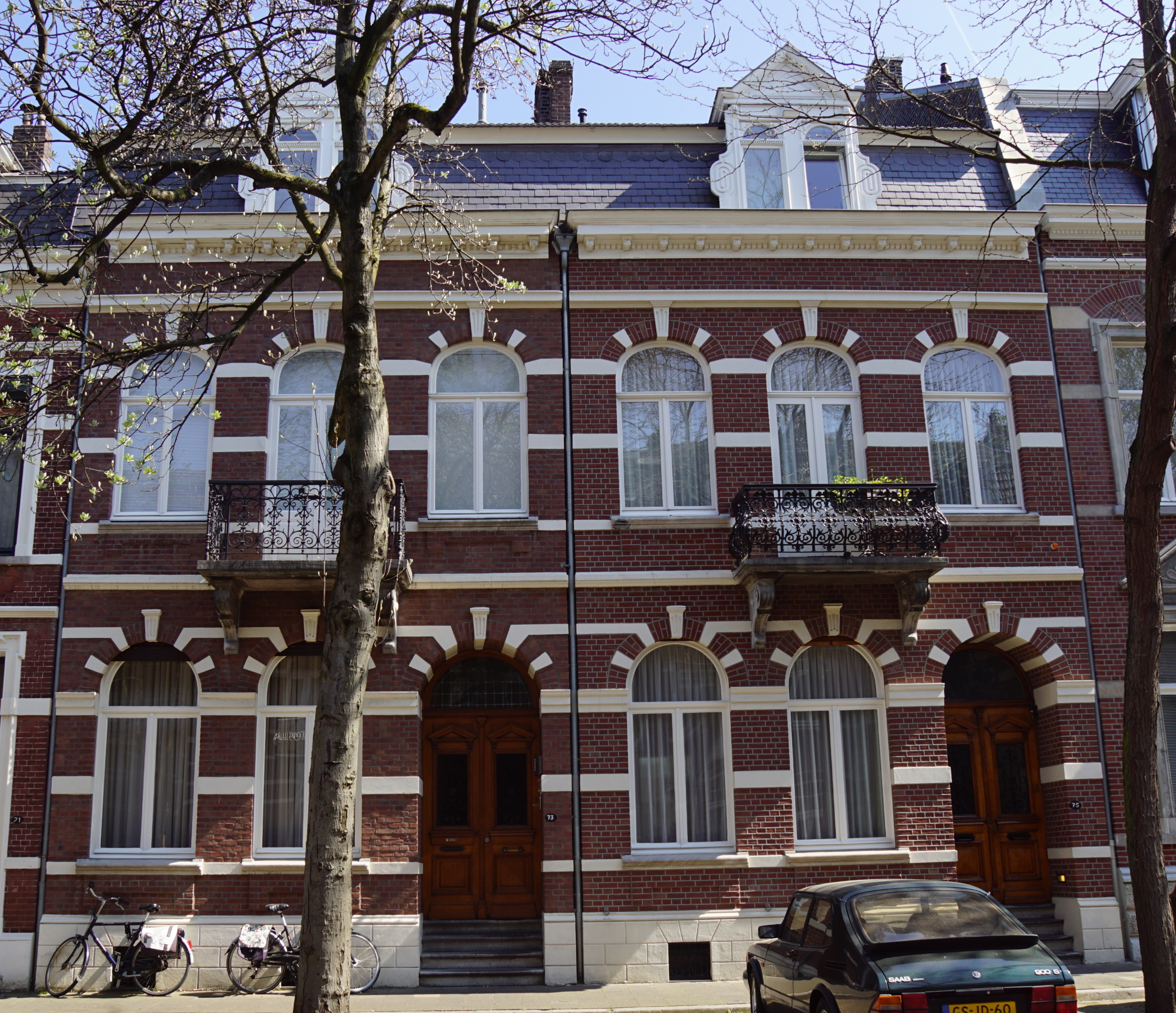
Nrs. 73-75
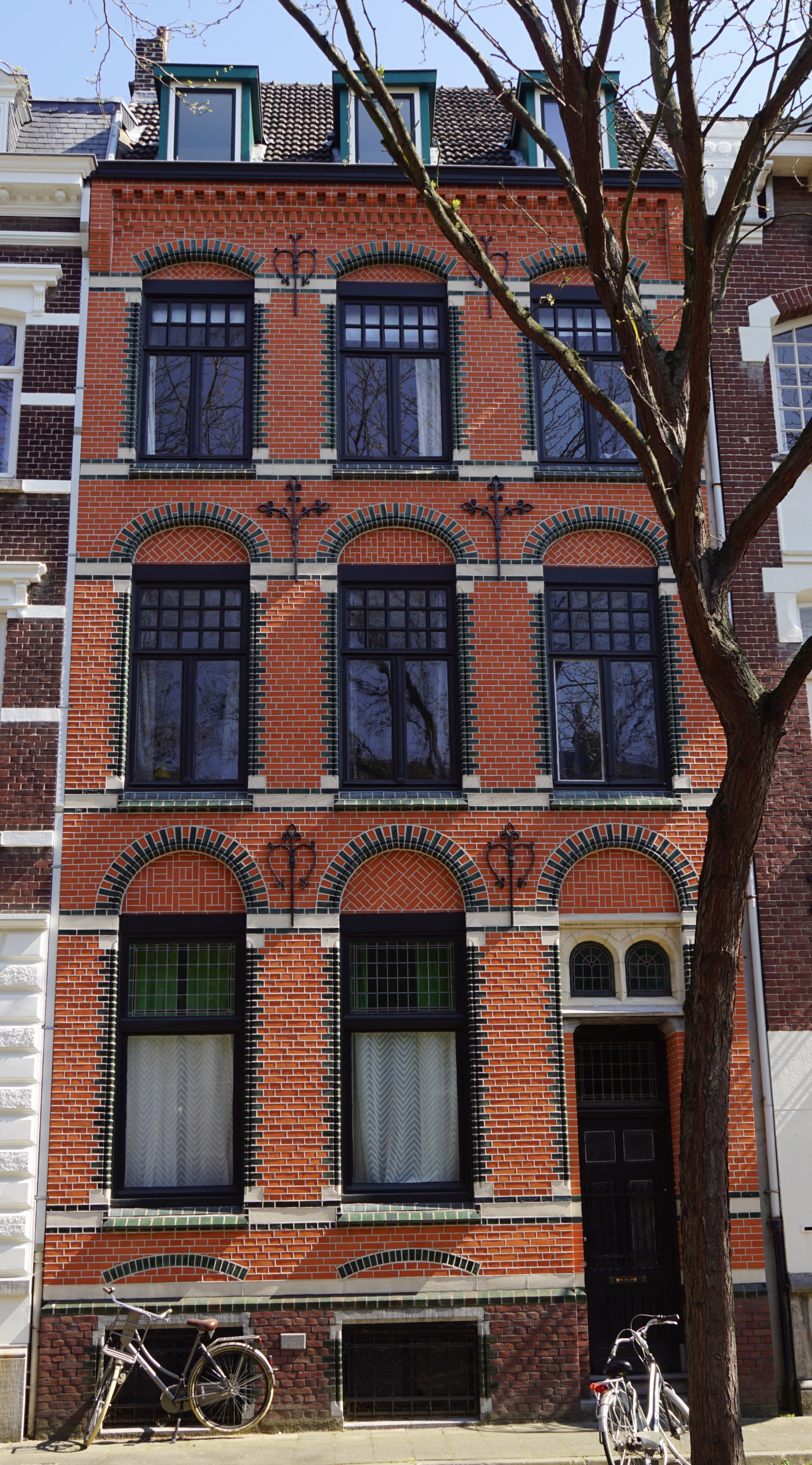
Nr. 81
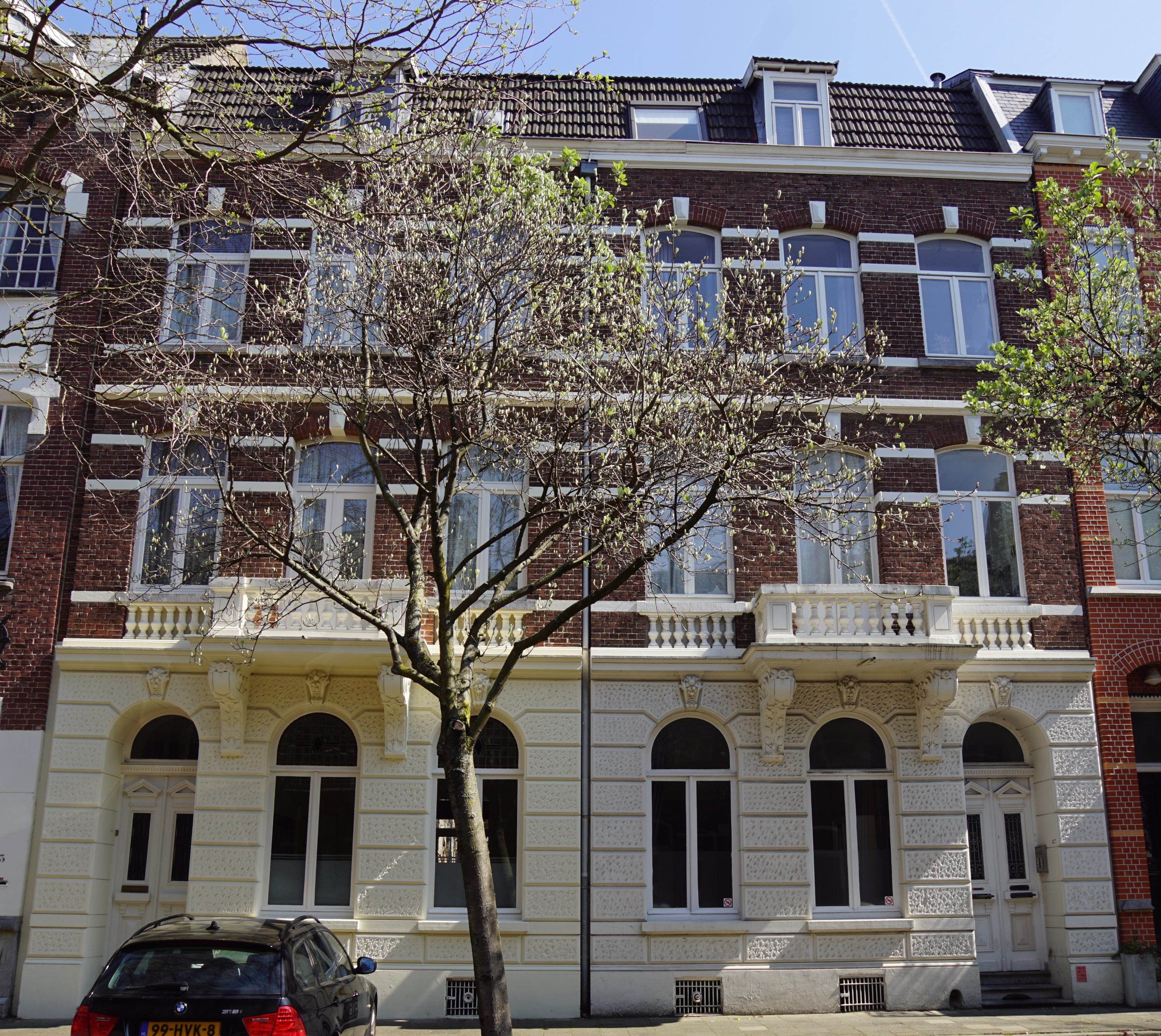
Nrs. 85-87
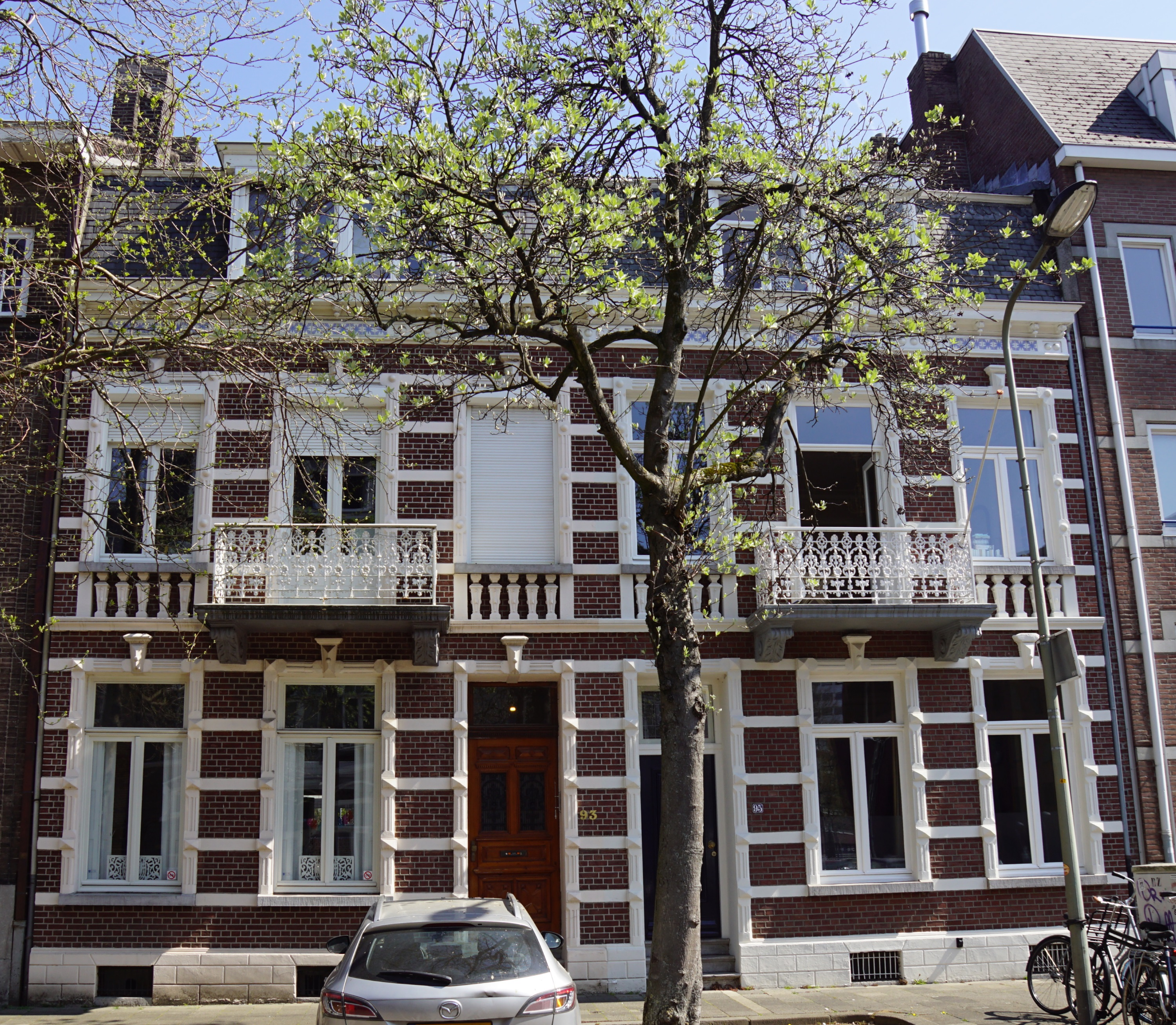
Nrs. 93-95

## Wetenswaardigheden
- Alexander Battalaan 71 is het geboortehuis van de in Nederland weinig bekende pianiste Germaine Thyssens-Valentin (1902-1987). Ze woonde hier slechts zes jaar, waarna ze met haar familie vertrok naar Luik en later naar Parijs.
- In het hoekhuis Alexander Battalaan 1 werd op 1 december 1905 componiste en muziekpedagoge Andrée Bonhomme (1905-1982) geboren.[noot 6] Op 18 oktober 2015 werd ter nagedachtenis aan haar 110e geboortedag een plaquette onthuld bij het geboortehuis.[41] Eind twintigste eeuw woonden de pianiste Tonie Ehlen (1946) en de dichter Wiel Kusters (1947) in de straat.[42]
- Op de noordoostelijke hoek van de Battalaan en de Bourgognestraat opende in 1974 een abortuskliniek, wat tot felle protesten van conservatieve katholieken leidde, met name van de Roermondse bisschop Joannes Gijsen (1932-2013) en de Maastrichtse deken L. Pelzer (1917-2003).[43] Twee jaar later verhuisde de kliniek naar Meerssenerweg 166A in Nazareth; in 1991 naar de Parallelweg.[44]
- Het (antieke) straatnaambord "Alexander Battalaan O." (O. = oost) op de zijgevel van het hoekpand Stationsstraat 32 hangt aan de westzijde van de laan. Mogelijk is het in het verleden verplaatst van een pand aan de overkant.